# عادل یراقی
 عادل یراقی (متولد، اصفهان) کارگردان و فیلم‌نامه‌نویس و تدوینگر ایرانی است. وی فارغ‌التحصیل رشته سینما از  دانشگاه لویولا مریمونت و کالیفرنیا، لس‌آنجلس آمریکا است.

## آثار

### کارگردان
- امتحان نهایی (فیلم) (۱۳۹۵)
- آشنایی با لیلا (۱۳۹۱)

### نویسنده
- امتحان نهایی (فیلم) به‌طور مشترک با عباس کیارستمی (۱۳۹۵)
- آشنایی با لیلا به‌طور مشترک با عباس کیارستمی (۱۳۹۱)

### تدوینگر
- امتحان نهایی (فیلم) (۱۳۹۵)
- آشنایی با لیلا (۱۳۹۱)
- مواجهه ( ۱۳۸۳)

### بازیگر
- آشنایی با لیلا (۱۳۹۱)
- جنایت بی‌دقت (۱۴۰۰)

## تهیه کننده و سرمایه گذار
- آشنایی با لیلا (۱۳۹۱)
- مواجهه ( ۱۳۸۳)